# No Way Out (album de The Chocolate Watchband)
Pour les articles homonymes, voir No Way Out.
Albums de The Chocolate Watchband
The Inner Mystique
(1967)
No Way Out est le premier album du groupe de garage rock californien The Chocolate Watchband, sorti en septembre 1967.

## Titres
1. Let's Talk About Girls (Freiser) – 2:43
2. In the Midnight Hour (Steve Cropper, Wilson Pickett) – 4:26
3. Come On (Berry) – 1:48
4. Dark Side of the Mushroom (Cooper, Podolor) – 2:37
5. Hot Dusty Roads (Stills) – 2:23
6. Are You Gonna Be There (At the Love-In) (Bennett, McElroy) – 2:23
7. Gone and Passes By (Aguilar) – 3:12
8. No Way Out (Cobb) – 2:21
9. Expo 2000 (Podolor) – 2:39
10. Gossamer Wings (Bennett, McElroy) – 3:29
11. In the Midnight Hour (Cropper, Pickett) – 4:29
12. Milk Cow Blues (Arnold) – 2:56
13. Psychedelic Trip (Aguilar, Andrijasevich, Flores, Loomis, Tolby) – 1:57